# Holopsis suturalis
Holopsis suturalis är en skalbaggsart som först beskrevs av Sharp in Blackburn och Sharp 1885.  Holopsis suturalis ingår i släktet Holopsis och familjen punktbaggar. Inga underarter finns listade i Catalogue of Life.